# Szent Imre-templom (Székesfehérvár)
A székesfehérvári Szent Imre-templom (gyakran barátok temploma vagy ferences templom) a belvárosban, a Városház téren áll. A gazdag barokk templomot a Fehérvárott már a XIII. században jelenlevő ferencesek építették 1720 és 1743 között, akik a török hódoltság idejére elhagyták a várost, de Fehérvár 1688-as visszavétele után visszatértek, majd a templom mellé rendházat is építettek. A hagyomány szerint a templom és a kolostor helyén állt egykor az a királyi palota, melyben I. István fia, Imre herceg született. A névadó ereklyéje a templom alapkövében található.
A rendházban ma Magyarország legrégibb egyházmegyei múzeuma, a Székesfehérvári Egyházmegyei Múzeum működik gazdag egyháztörténeti gyűjteménnyel.

## Története
A templom I. István egykori palotájának helyén épült. A palotában levő Szent Imre-kápolna Magyarország egyik legfontosabb zarándokhelyévé vált (egyedül István szintén fehérvári sírja volt híresebb), majd a palotával együtt az oszmán és keresztes ostromok alatt elpusztult. A ma is látható gazdag barokk templomot a Szűz Máriáról elnevezett, mariánus ferencesek építették, akik egyik első rendházukat Székesfehérvár külvárosában építették fel a 13. században. 

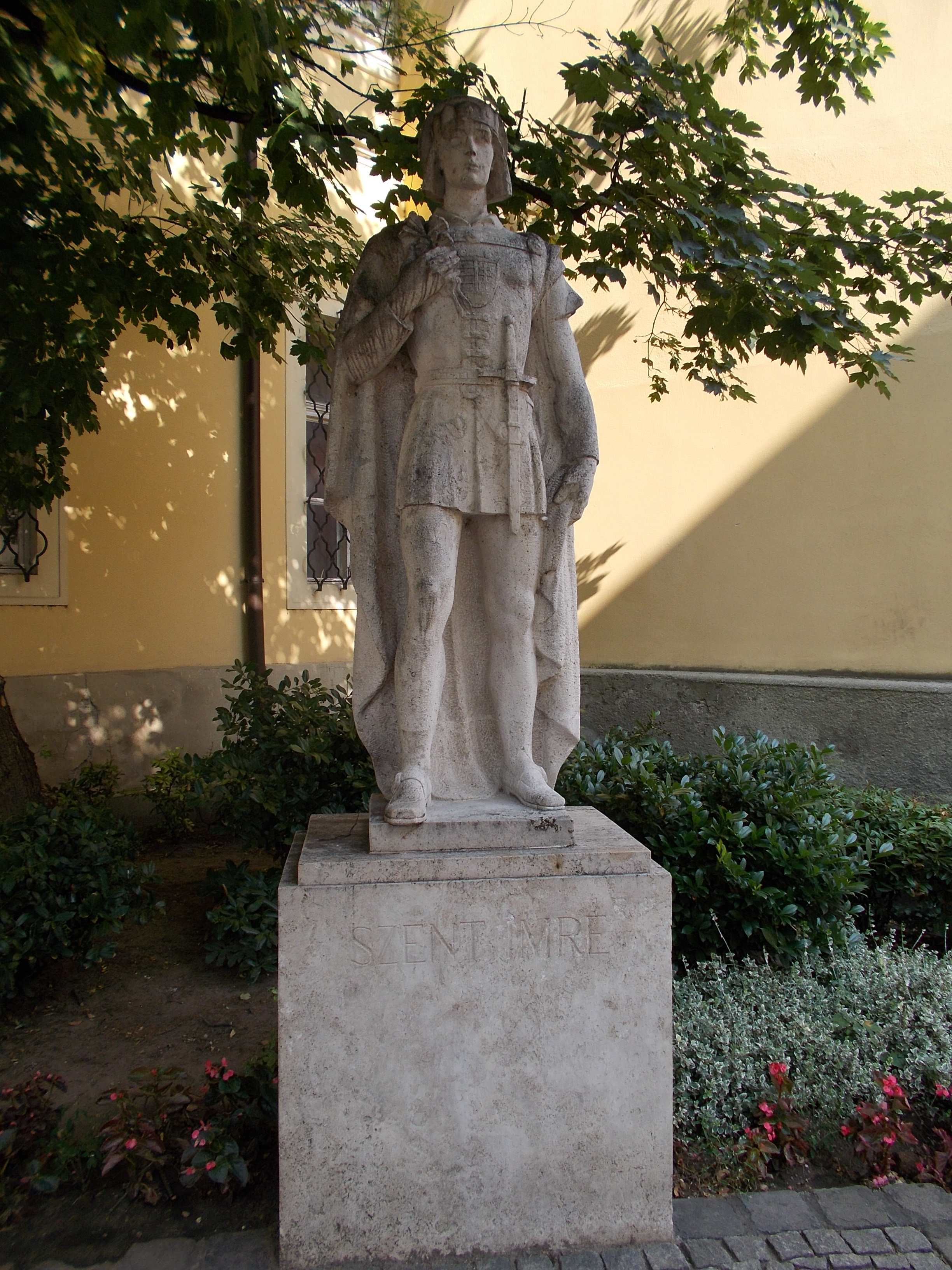
Szent Imre szobra a templom mellett

Miután a törökök elfoglalták a várost, a rendeket feloszlatták, a rendházakat megszüntették. A ferenceseknek is menekülni kellett, ám az egyházmegye lelki gondozását továbbra is bátran vállalták a török időkben is. 1688-ban ismét visszatérhettek a ferencesek a városba, egyházmegyei szolgálatukat továbbra is folytatták egészen addig, míg ki nem alakult a plébániarendszer a környező falvakban, városokban (ez kb. a 18. század végéig tartott).
Templomuk helyét a volt királyi palota helyén jelölték ki. Szent Imre herceg a hagyomány szerint a templom környékén álló palotában született, ezért 1720-ban, amikor elkezdték építeni új templomukat, védőszentjéül Szent Imrét, az ifjúság védőszentjét választották. Az 1743-ban befejezett templom tervei Franz Kotz és Paul Hatzinger nevének fémjelzésével készültek, valószínűsíthető azonban, hogy csak a befejezésben vettek részt. Tornya a koldulórendi hagyományok szerint a szentély oldalán állt, a főhomlokzat mellett csupán egy kisebb torony állott, amelynek magassága a párkányig ért. 1833-ban lebontották a szentély melletti tornyot, helyette 1866-ban építették fel mai, 52 méter magas, északnyugati, homlokzati harangtornyát, amelyben jelenleg négy harang van. Az oldalsó bejáratot, amely a térre nyílik, 1929-ben, Imre herceg halálának 900. évfordulóján nyitották.
A ferencrendiek Székesfehérvárott való letelepedésének hétszázadik, a névadó Szent Imre halálának kilencszázadik évfordulójára a templom belsejét 1929-30-ban közadakozásból barokk szellemben újjáalakították és kifestették. Az oldalsó bejáratot – amely a Városház térre nyílik – is ekkor nyitották. 1937-től napjainkig a templom tornyában 4 harang lakik.
A sok évszázadon át virágzó szerzetesi életnek a Rákosi-korszak vetett véget, amely 1950-ben feloszlatta a rendet. A Székesfehérvári egyházmegye tulajdonába került a templom, majd a rendszerváltást követően visszakapta a ferences rend, azonban ferences szerzetesi közösség a mai napig nem jött létre Fehérváron, a rend magyarországi történelmének egyik legfontosabb pontján. A templomot ma is az egyházmegye látja el, mint templomigazgatóságot. A rendházat államosították, benne különféle profán célokat szolgáló intézmények telepedtek meg, jelenleg az Egyházmegyei Múzeum, étkezde és egyéb bérlő egységek működnek falai között.

## Leírása

### Külseje
A fehérvári főtér hangsúlyos épülete a pompás, barokk templom. Alaprajzát tekintve tipikusan ferences rendszerű: az egyszerű, tagolatlan hajóhoz egy hosszúkásan elnyújtott szentély csatlakozik. A hajó és a szentély tetőgerince azonos magasságban húzódik. A fedélszék a püspöki palota felőli oldalon kontyoltan, a főhomlokzatnál pedig rendkívül szokatlan módon, csonkakonttyal záródik. A hajó déli oldalán két sorban négy-négy nagyméretű, szegmensíves ablak látható, melyeket vastag lizénák választanak el egymástól.
A szemlélő számára szembetűnik, hogy a délnyugati, téglalapszerű, szinte az ablak alá zsúfolt bejáratot utólag vágták, ez egyáltalán nem illeszkedik a nagyvonalú, barokk templom hangulatához. A déli oldalon láthatjuk Fadrusz János feszületének alumíniumból készült másolatát. A főhomlokzat fölső trapézában Szent Imre szobra magaslik, két oldalán egy-egy alig észrevehető lantablak, lejjebb kétoldalt pedig a rend két legfontosabb szentje: Assisi Szent Ferenc és Páduai Szent Antal. A torony a templom egyszerű külsejénél sokkal gazdagabban tagolt lizénák, balluszterek, ablakkeretezés és órapárkány által. A főpárkány fölött elnyújtott, jó arányú, tagolt gúlasisak magasodik a tetején tengelyből kifordított toronygömbbel és kereszttel.

### Belseje

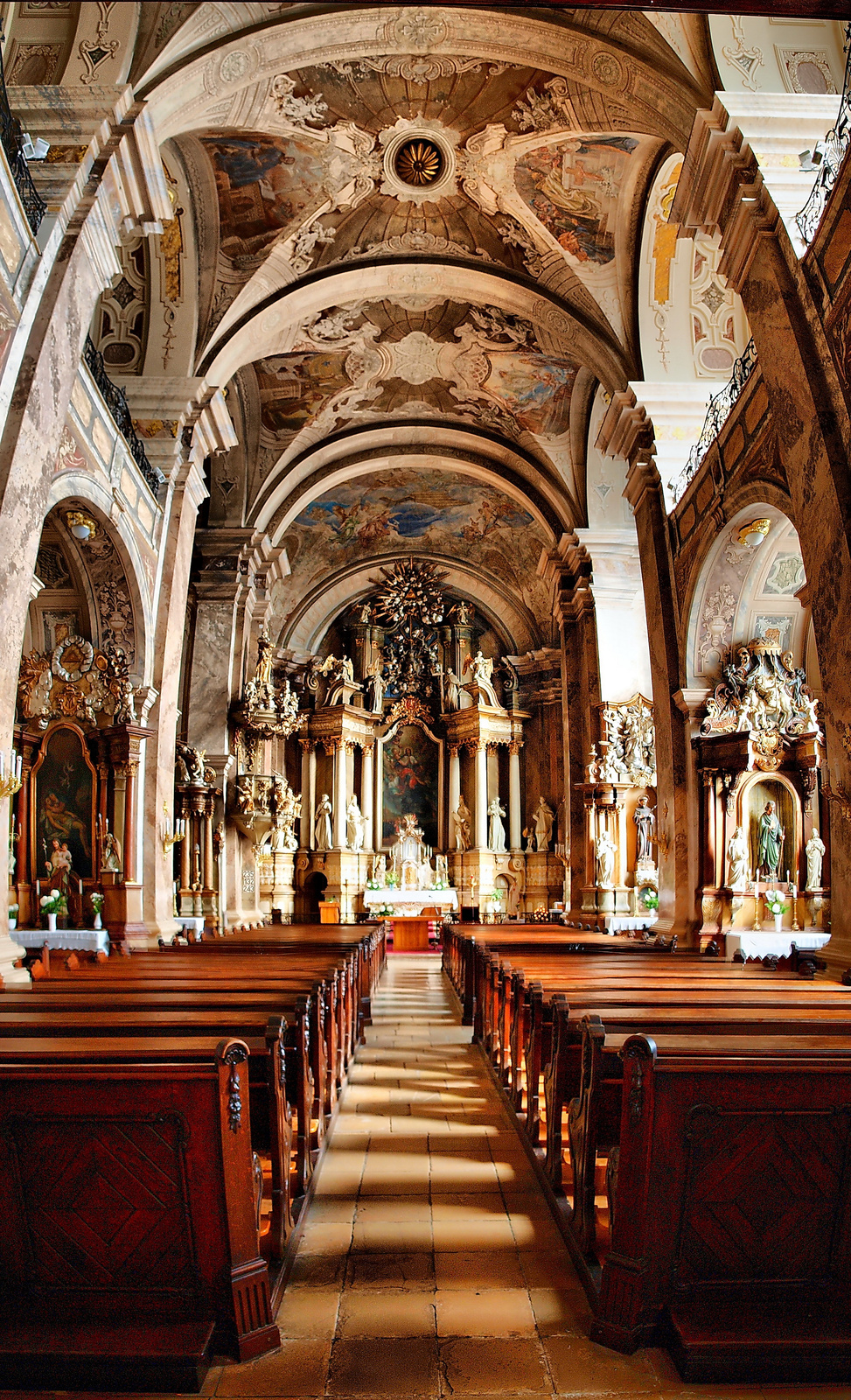
A templom hajója

A kórus alatti előcsarnokban Lohr Ferenc freskóját láthatjuk, mely korpuszt ábrázol. Két oldalán Szűz Mária és Mária Magdolna. Belépve a hajóba gazdag barokk berendezésű, neobarokk festésű, négyszakaszos fiókos dongaboltozattal fedett tér tárul elénk, melyhez a diadalív után csehsüveg-boltozatos szentély kapcsolódik. Mellékoltárai az 1929-es jubileumi évben készültek (ez a ferencesek megtelepedésének 700. és Szt. Imre halálának 900. évfordulója). Baloldalt a bejárat felőli első oltár Jézus Szíve tiszteletére szentelt, mellette ugyanebben az oldalkápolnában Casciai Szent Rita szobra és egy Lehner Pál által készített gyóntatószék látható. Vele átellenben, a jobb oldalon a lourdes-i Szűz Mária szobrát látjuk. A második bal oldali oldalkápolna különlegessége, hogy az oltár fölött nem szobrot, hanem festményt láthatunk, ez a Fájdalmas Anyát ábrázolja, amint a keresztről levett Jézus ölében tartja. A másik oldalon evvel egyvonalban Szent Tádé apostol oltára és szobra, fölötte Szent György alakja. A szentély mellett balra Páduai Szent Antal látható, mellette a nemrég boldoggá avatott, ferences szerzetes, Pió atya képe, jobboldalt pedig Assisi Szent Ferenc szobra, alatta, az üveg mögött pedig a Purgatóriumban szenvedő lelkek jelennek meg.
A templom legnagyobb értéke az építéssel egyidős, Esterházy Ferenc által emelt főoltár építménye. Sajnos 1886-ban Römann János munkája nyomán új oltárképek készült, azonban a felépítmény és a szobrok eredetiek. A festményen Szent Imre és Boldog Mór találkozását, fölötte pedig Imre megdicsőülését láthatjuk. Az oltár tetején, az Istenszem-motívum alatt az Esterházy-címer látható. Az oszlopok között magyar és ferences szentek szobrai állnak.
A mennyezet szekkóit Lohr Ferenc festette, közülük kiemelkedő értékű a szentély mennyezetfestménye, ahol a földgömbön Európa térképe látható, rajta jól kivehető a Trianon előtti Nagy-Magyarország térképe. A főoltártól balra jó megvilágításban áll Szűz Mária, Magyarok Nagyasszonya alakja fején a magyar koronával. A szószék korabeli, rokokó alkotás, 1767-ben készült el.

## A rendház
A kétemeletes rendház 1741 és 1743 között épült. A templomhoz északi irányból, U alakban kapcsolódik. A fehérvári rendház a ferences rend és az egyház életében kiemelkedő fontosságú épület, számos neves káptalan színhelye volt. A II. világháborúban a városiak menedékhelyeként szolgált. Falai között népkonyha is működött. Ma az Egyházmegyei Múzeum kiállításainak helyszíne.

## Harangjai
A Szent Imre-templom tornyában ma négy harang lakik:
Magyarok Nagyasszonya-nagyharang: 1321 kg tömegű, 139,3 cm az alsó átmérője, cisz1 alaphangú. Szlezák László öntötte Budapesten 1937-ben. Ez a harang Székesfehérvár második legnagyobb harangja.
Felirata: "ISTEN DICSŐSÉGÉRE ÉS BOLDOGULT FÉRJÉNEK +1937.III.9. EMLÉKÉRE ÖNTTETTE ÖZV. DR. KNEIFEL ISTVÁNNÉ SZ. SZABÓ TERÉZ AZ URNAK 1937-IK ESZTENDEJÉBEN." "ÖNTÖTTE SZLEZÁK LÁSZLÓ HARANGÖNTŐ, MAGYARORSZÁG ARANYKOSZORÚS MESTERE BUDAPESTEN."
Másik oldalon: "BOLDOGASSZONY ANYÁNK ŐRIZD, VÉDD MEG HAZÁNK!"
Szent Ferenc-harang: 711 kg-os, 109,7 cm alsó átmérőjű, f1 alaphangon szól. Szlezák László öntötte Budapesten 1935-ben. 
Felirata: "KÉSZÜLT ISTEN DICSŐSÉGÉRE ÉS SZENT FERENC TISZTELETÉRE, A SZÉKESFEHÉRVÁRI FERENCRENDI ZÁRDATEMPLOM RÉSZÉRE, AZ ÚRNAK 1935-IK ESZTENDEJÉBEN."  "ÖNTÖTTE SZLEZÁK LÁSZLÓ MAGYARORSZÁG ARANYKOSZORÚS HARANGÖNTŐ MESTERE BUDAPESTEN."
Másik oldalon: "SZENT FERENC ATYÁNK, KÖNYÖRÖGJ ÉRETTÜNK!"
Szent Imre-harang: 411 kg-os, 91,7 cm alsó átmérőjű, a1 hangú. Szlezák László öntötte Budapesten 1935-ben. 
Felirata: "KÉSZÜLT ISTEN DICSŐSÉGÉRE A SZÉKESFEHÉRVÁRI FERENCRENDI ZÁRDATEMPLOM RÉSZÉRE, AZ ÚRNAK 1935-IK ESZTENDEJÉBEN." "ÖNTÖTTE SZLEZÁK LÁSZLÓ MAGYARORSZÁG ARANYKOSZORÚS HARANGÖNTŐ MESTERE BUDAPESTEN."
Másik oldalon: "SZŰZ SZENT IMRE HERCEG OLTALMAZD A MAGYAR IFJÚSÁGOT!"
Szent József-lélekharang 170 kg-os, 70,5 cm alsó átmérőjű, cisz2 alaphangú. Szlezák László öntötte Budapesten 1935-ben. 
Felirata: "ISTEN DICSŐSÉGÉRE, ÉS SZENT JÓZSEF TISZTELETÉRE ELHUNYT SZERETTEI ÉS A TISZTÍTÓHELYEN SZENVEDŐ LELKEKÉRT FELAJÁNLOTTA: A SZÉKESFEHÉRVÁRI FERENCRENDI ZÁRDATEMPLOM RÉSZÉRE P. VILMOS AZ ÚRNAK 1935-IK ESZTENDEJÉBEN."  "ÖNTÖTTE SZLEZÁK LÁSZLÓ MAGYARORSZÁG ARANYKOSZORÚS HARANGÖNTŐ MESTERE BUDAPESTEN."
Másik oldalon: "SZENT JÓZSEF LÉGY MELLETTÜNK HALÁLUNK ÓRÁJÁN!"

### Korábbi harangjai
Az első világháború előtt szintén 4 harang lakott a toronyban, ezek közül a három kisebbet vitték el, amelyeket 1935-ben pótoltatott a plébánia a mostani három kisebb haranggal. A nagyharang sorsát egy 1936-os villámcsapás pecsételte meg. 1937-ben új nagyharangot öntetett a plébánia.
Üdvözítő Szűz Mária-nagyharangː 1050 kg-os, Disz1 alaphangon szólt. Schick Antal Frigyes öntötte Székesfehérváron 1814-ben.
Felirataː "Goss Anton Friedrich Schick in Stuhlweinssenburg 1814." "Ex civium pio sibi innato, quando Rex Hungáriáé Gallos viribus superavit, Parisiosque pénétra vit" Magyarul: "Schick Antal Frigyes öntött Székesfehérvárott 1814. A polgárok veleszü letett jámborságából, midő a magyar király a franciákat legyőzte, és Párizsba nyomult."
Páduai Szent Antal-harangː 675 kg-os, Fisz1 hangú volt. Ezt a harangot is Schick Antal Frigyes öntötte Székesfehérváron 1814-ben.
Felirataː "Goss Anton Friedrich Schick in Stuhlweinssenburg 1814." "Ex civium pio sibi innato, quando Rex Hungáriáé Gallos viribus superavit, Parisiosque pénétra vit" Magyarul: "Schick Antal Frigyes öntött Székesfehérvárott 1814. A polgárok veleszü letett jámborságából, midő a magyar király a franciákat legyőzte, és Párizsba nyomult."
Öregharangː 390 kg-os, Aisz1 alaphangon szólt. Nuspicker János öntötte Budán. Felirata nem volt, csupán az öntő neve volt feltüntetve.
Lélekharangː 140 kg-os, Disz2 hangú volt. A harangot gróf Eszterházy Ferenc adományozta a templom számára. Felirata nem ismert.

## Galéria

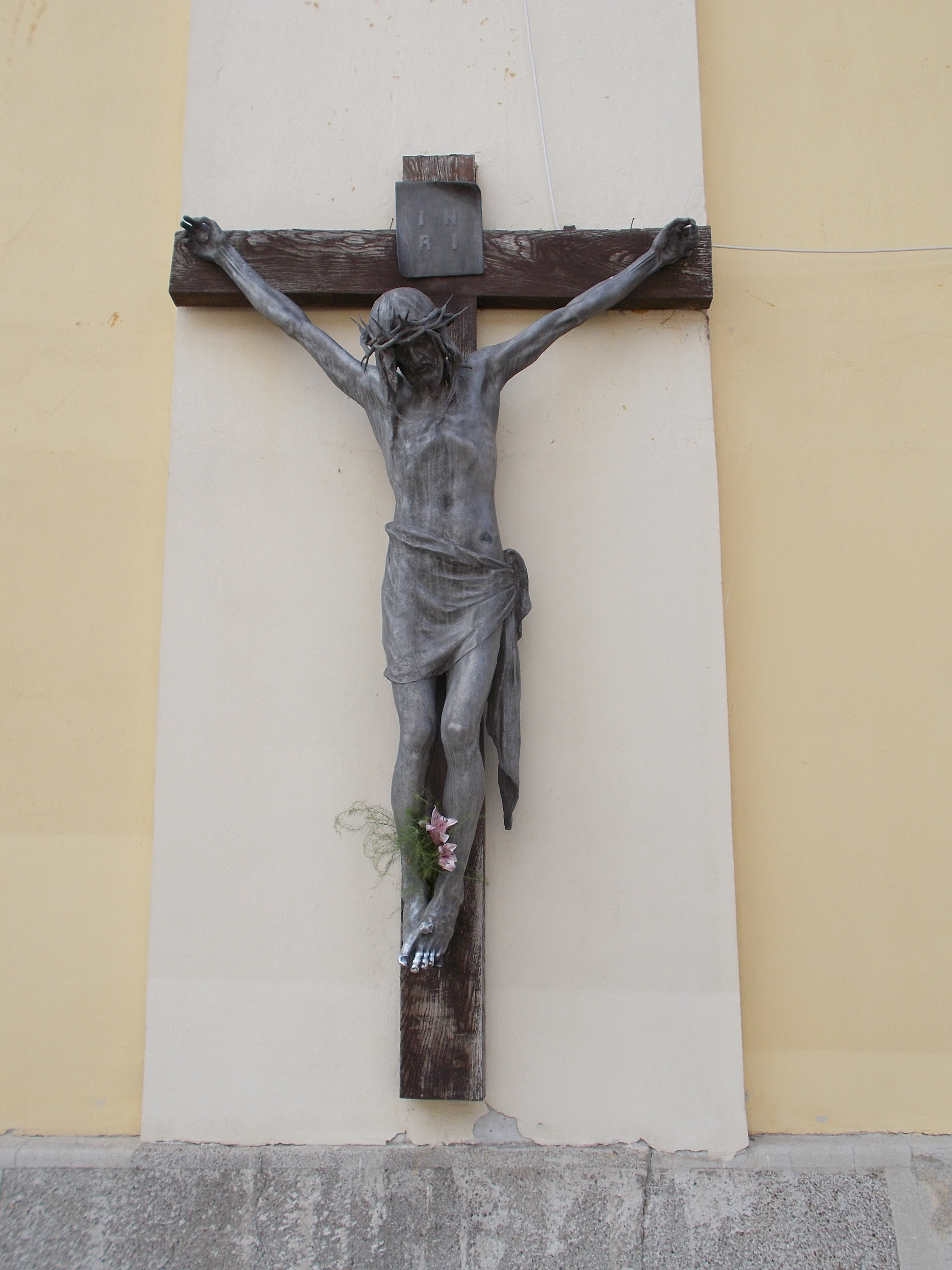
Feszület a Városház téri oldalon
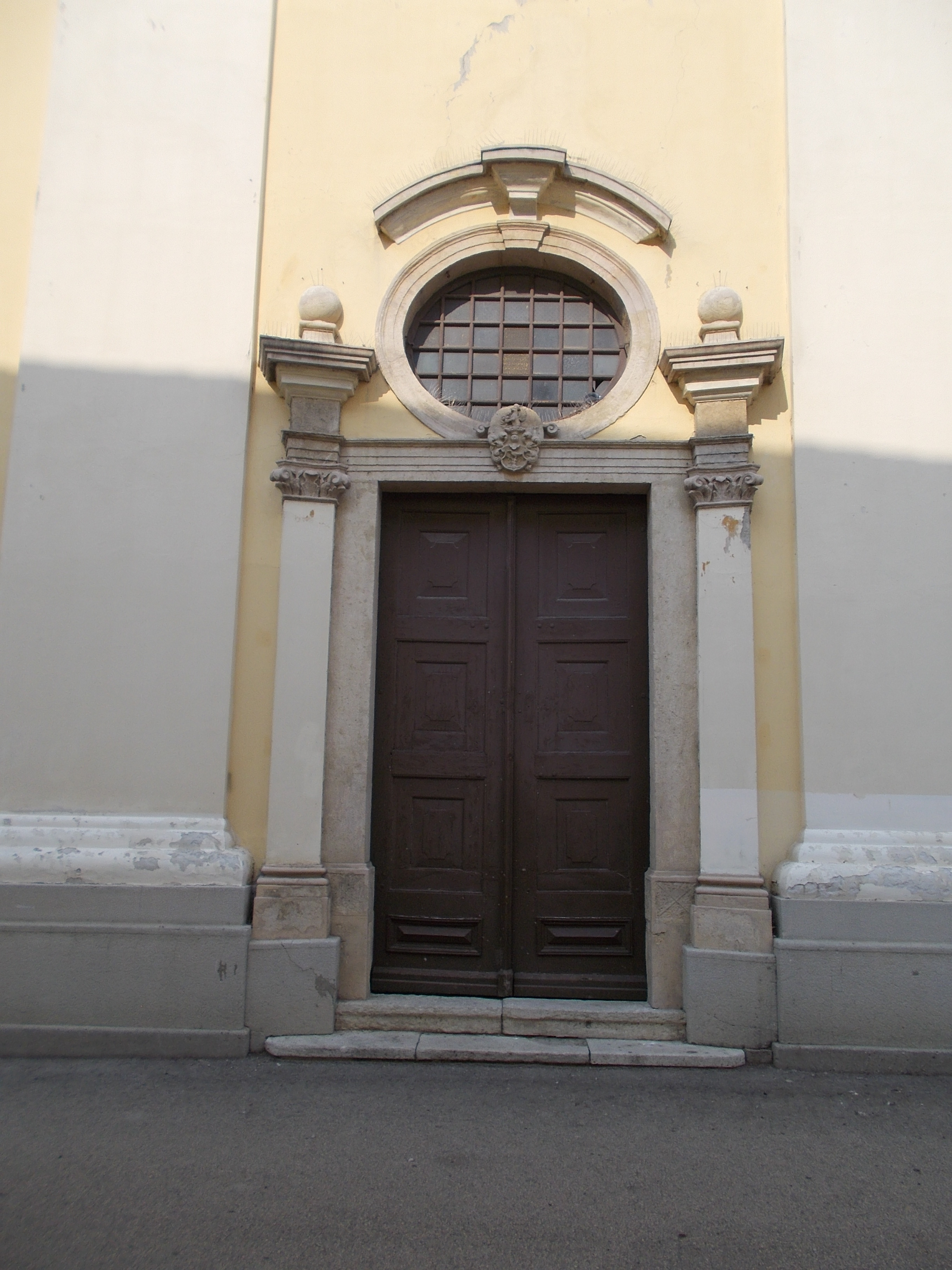
A térre nyíló bejárat
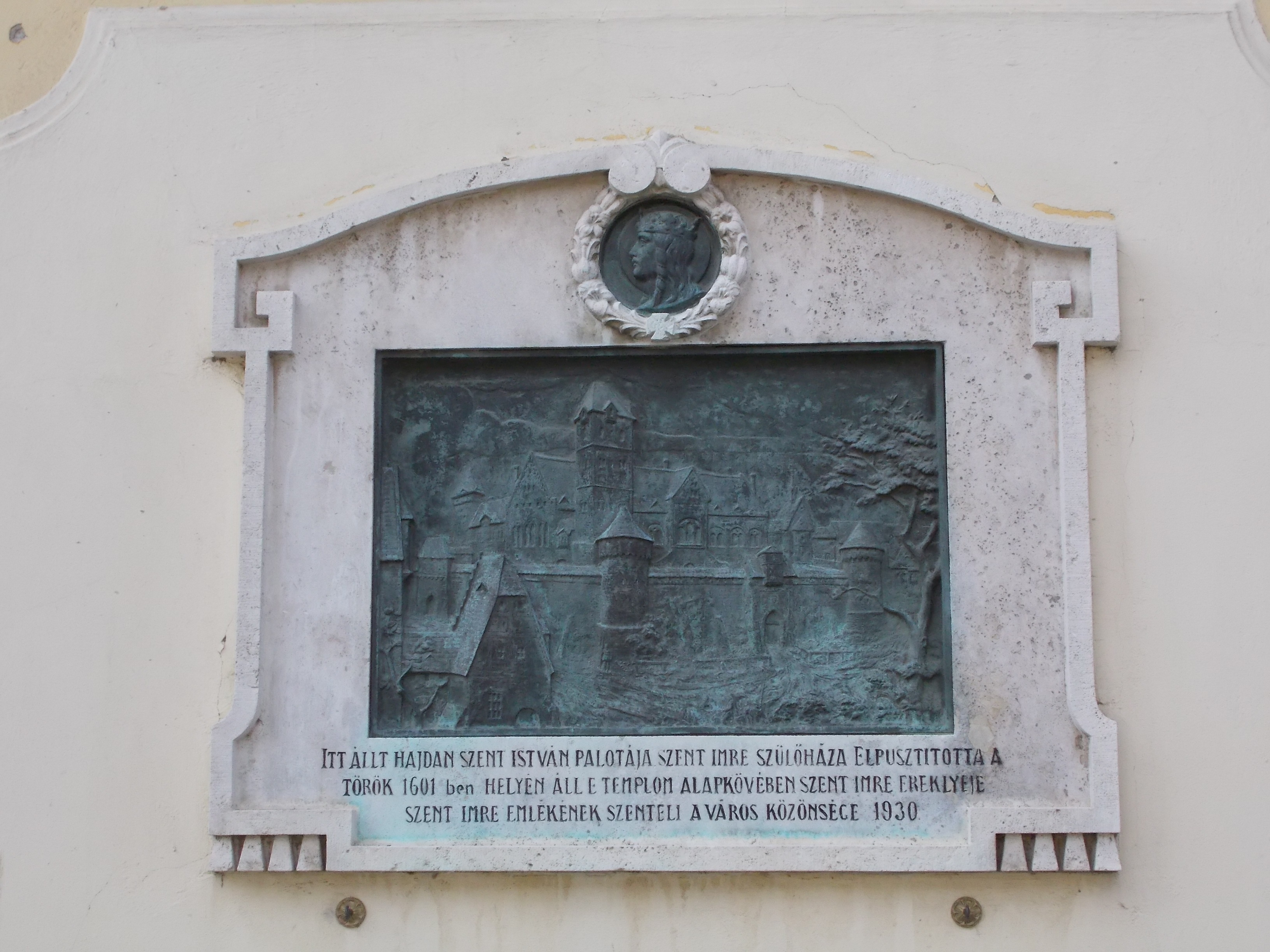
Szent Imre és a királyi palota emléktáblája
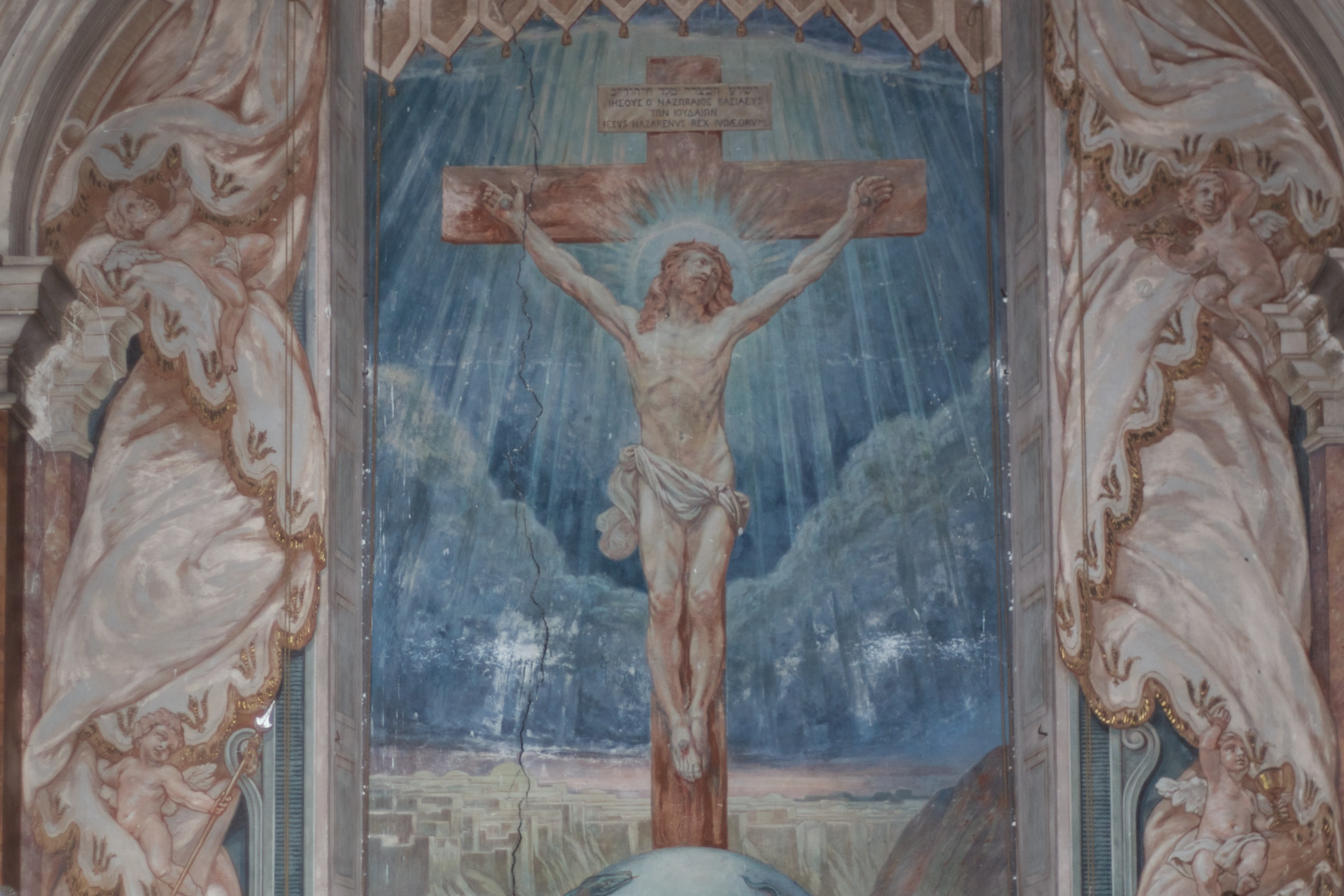
Freskó az előtérben
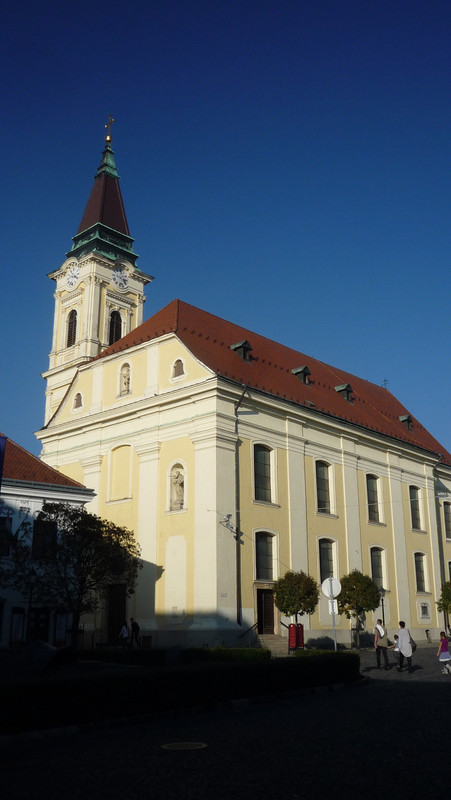
A templom a Városház tér felől
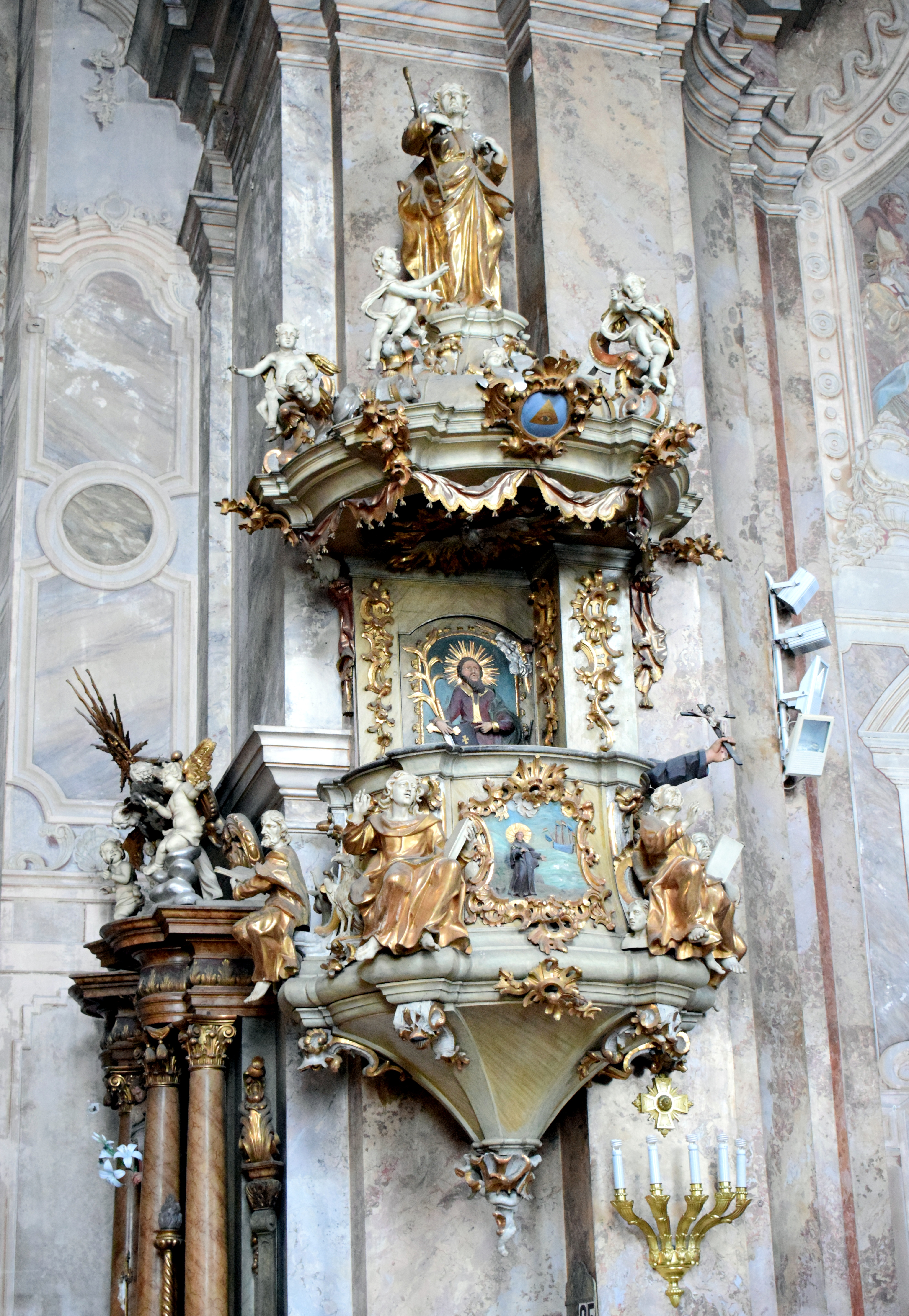
A templom pulpitusa